# Moses Austin
Moses Austin (Durham, Connecticut, 4 ottobre 1761 – Herculaneum, Missouri, 10 giugno 1821) è stato un imprenditore statunitense.

## Biografia
Attore dello sviluppo dell'industria del piombo americana, fu padre di Stephen F. Austin, una delle principali figure della colonizzazione statunitense del Texas.
Ottenne l'autorizzazione dalla Spagna di portare coloni anglo-americani nel Texas spagnolo e fondò la prima colonia americana nella zona a ovest del Mississippi.

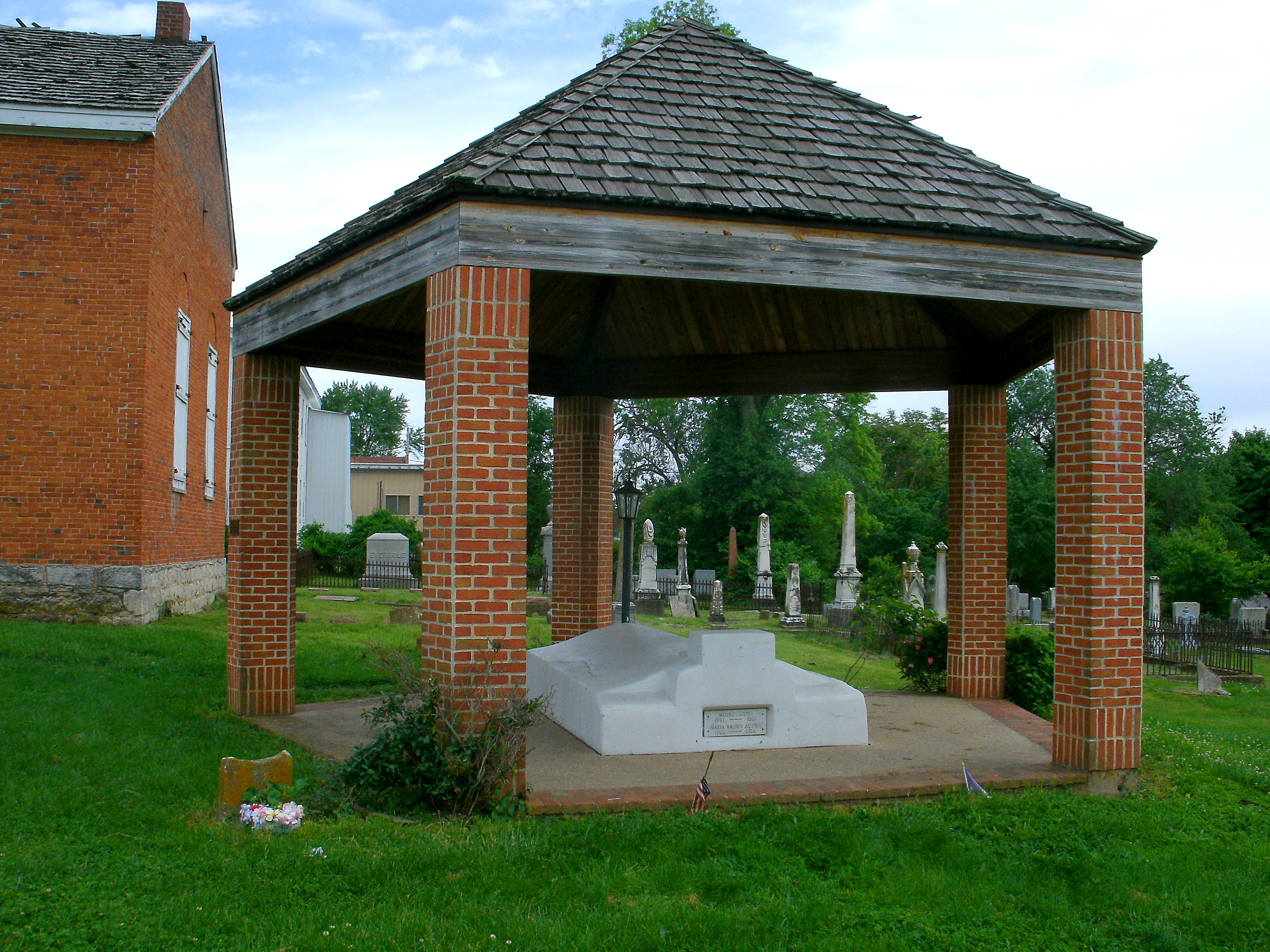
La tomba di Moses Austin a Potosi, nel Missouri.

Nel 1785 si sposa con Mary Brown, che da quel momento diventerà Mary Brown Austin, da cui avrà 3 figli: Stephan, Emily e James